# Joey Dee & the Starliters

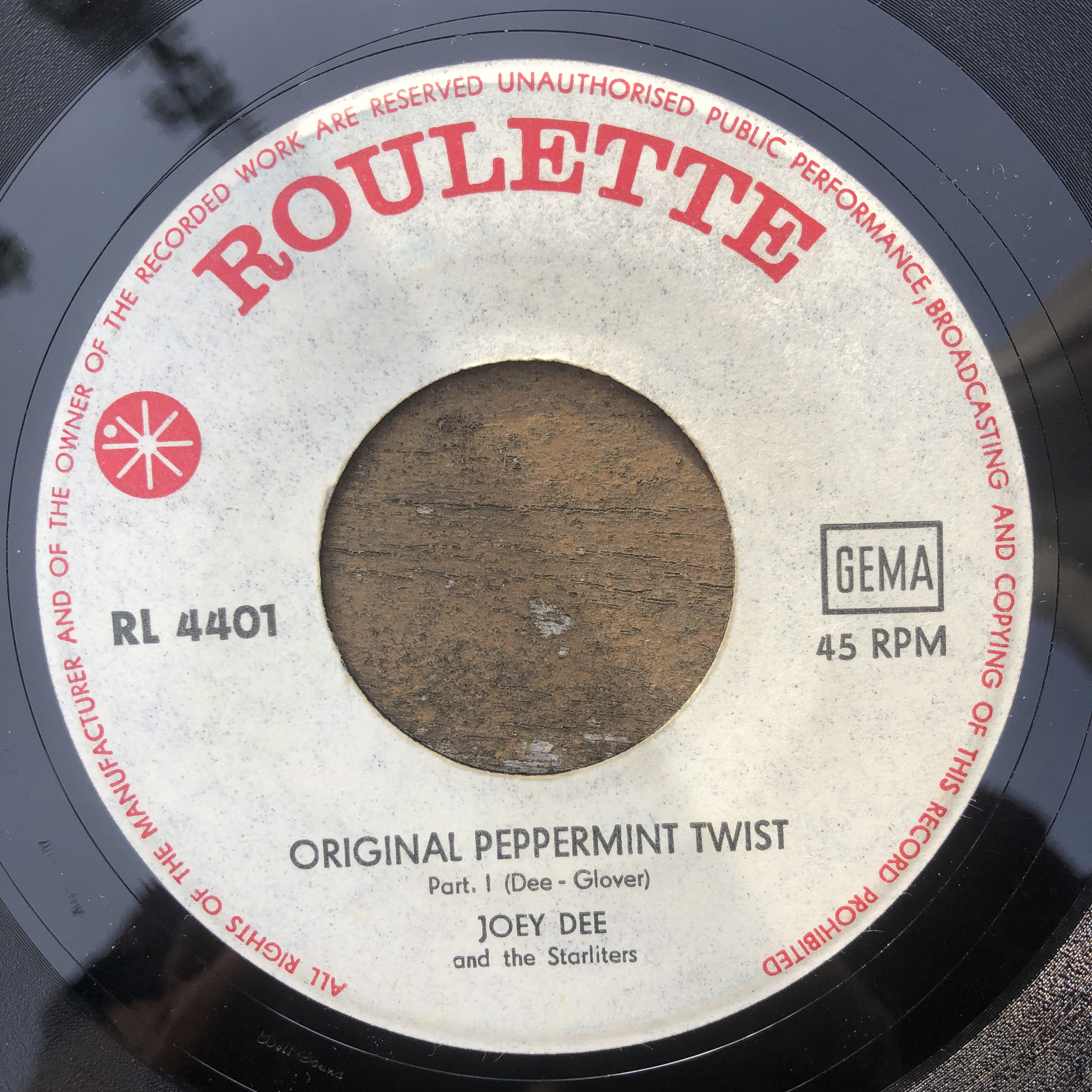
Joey Dee & the Starliters: Original Peppermint Twist

Joey Dee & the Starliters war eine US-amerikanische Musikgruppe der frühen 1960er Jahre.

## Geschichte
Joey Dee (* 11. Juni 1940 in Passaic, New Jersey; eigentlich Joseph DiNicola) gründete die Band 1958. Ab 1960 trat die Formation regelmäßig im New Yorker Tanzlokal „Peppermint Lounge“ auf, das sich zu einer Anlaufstelle für Twist-Fans entwickelte. Joey nutzte dies und schrieb zusammen mit Henry Glover den Titel Peppermint Twist, der ein Nummer-eins-Hit und Millionenseller wurde. Das zugehörige Livealbum Doin’ the Twist at the Peppermint Lounge nahm sechs Wochen lang Platz 2 der Albumcharts ein.
Durch diesen Erfolg trat die Band auch in diversen Musikfilmen wie Twist… dass die Röcke fliegen! und Vive le twist auf. Außerdem entdeckte Dee frühzeitig aufstrebende Musiker. 1963 heuerte er den Pianisten Little Willie Littlefield, den Gitarristen Gene Cornish und den Organisten Felix Cavaliere für seine Gruppe an. Die beiden letzteren gründeten später die Young Rascals. Im Frühjahr 1966 – bevor Chas Chandler ihn entdeckte und unter Vertrag nahm – spielte auch Jimi Hendrix kurzzeitig bei den Starliters.

## Mitglieder (Ursprungsbesetzung)
- Joseph „Joey Dee“ DiNicola
- Carlton Latimor
- Willie Davis
- Larry Vernieri
- David Brigati

## Diskografie

### Studioalben
| Jahr | Titel                                    | Höchstplatzierung, Gesamtwochen, AuszeichnungChartsChartplatzierungen (Jahr, Titel, Platzierungen, Wochen, Auszeichnungen, Anmerkungen) | Anmerkungen                                                            |
| Jahr | Titel                                    | US | Anmerkungen                                                            |
| ---- | ---------------------------------------- | --- | ---------------------------------------------------------------------- |
| 1961 | Doin’ the Twist at the Peppermint Lounge | US2 (40 Wo.)US | Livealbum; Produzent: Henry Glover Erstveröffentlichung: 1961          |
| 1962 | Hey, Let’s Twist!                        | US18 (23 Wo.)US | Soundtrack zu Twist … das die Röcke fliegen Erstveröffentlichung: 1961 |
| 1962 | Back at the Peppermint Lounge / Twistin’ | US97 (7 Wo.)US | Livealbum                                                              |

Weitere Studioalben
- 1962: The Peppermint Twisters
- 1962: All the World Is Twistin’!
- 1962: Two Tickets to Paris
- 1966: Hitsville!

### Kompilationen
- 1964: Portrait of Joey Dee
- 1970: Rock Story – Vol. 3
- 1979: The Story of Rock and Roll
- 1990: Hey Let’s Twist! The Best of Joey Dee and the Starliters

### EPs
- 1961: Ya Ya
- 1962: Todo el mundo baila twist
- 1962: Peppermint Twist
- 1962: Hey Let’s Twist! Volume 1
- 1962: Twistin’ with Joey Dee! Volume II
- 1962: Twistin’ at the Peppermint Lounge with Joey Dee! Volume III
- 1963: All the World Is Twistin’ with Joey Dee
- 1963: Surfin’ 1
- 1963: Surfin’ 2
- 1966: Guantanamera
- 1967: Guantanamera / Reach Out I’ll Be There / Land of a 1.000 Dances / Black Is Black

### Singles
| Jahr | Titel Album                                                                            | Höchstplatzierung, Gesamtwochen, AuszeichnungChartplatzierungen (Jahr, Titel, Album, Platzierungen, Wochen, Auszeichnungen, Anmerkungen) | Höchstplatzierung, Gesamtwochen, AuszeichnungChartplatzierungen (Jahr, Titel, Album, Platzierungen, Wochen, Auszeichnungen, Anmerkungen) | Höchstplatzierung, Gesamtwochen, AuszeichnungChartplatzierungen (Jahr, Titel, Album, Platzierungen, Wochen, Auszeichnungen, Anmerkungen) | Anmerkungen                                  |
| Jahr | Titel Album                                                                            | DE | UK | US | Anmerkungen                                  |
| ---- | -------------------------------------------------------------------------------------- | --- | --- | --- | -------------------------------------------- |
| 1961 | Peppermint Twist Doin’ the Twist at the Peppermint Lounge                              | — | UK33 (8 Wo.)UK | US1 (18 Wo.)US | Autoren: Henry Glover, Joey Dee              |
| 1962 | Hey, Let’s Twist Hey, Let’s Twist!                                                     | — | — | US20 (6 Wo.)US | Autoren: Henry Glover, Joey Dee, Morris Levy |
| 1962 | Roly Poly Hey, Let’s Twist!                                                            | — | — | US74 (3 Wo.)US |                                              |
| 1962 | Shout – Part I Hey, Let’s Twist!                                                       | — | — | US6 (12 Wo.)US |                                              |
| 1962 | Ya Ya Back at the Peppermint Lounge / Twistin’                                         | DE4 (32 Wo.)DE | — | — |                                              |
| 1962 | What Kind of Love Is This Two Tickets to Paris                                         | — | — | US18 (10 Wo.)US |                                              |
| 1962 | Hello Josephine Back at the Peppermint Lounge / Twistin’                               | DE42 (4 Wo.)DE | — | — |                                              |
| 1962 | I Lost My Baby The Story of Rock and Roll                                              | — | — | US61 (7 Wo.)US | Autor: Johnny Nash                           |
| 1963 | Baby, You’re Driving Me Crazy Hey Let’s Twist! The Best of Joey Dee and the Starliters | — | — | US100 (1 Wo.)US |                                              |
| 1963 | Hot Pastrami with Mashed Potatoes The Story of Rock and Roll                           | DE44 (4 Wo.)DE | — | US36 (7 Wo.)US |                                              |
| 1963 | No No –                                                                                | DE18 (8 Wo.)DE | — | — | Joey Dee mit Fats and His Cats               |
| 1963 | Dance, Dance, Dance Surfin’ 1                                                          | — | — | US89 (3 Wo.)US |                                              |
| 1964 | Bitte, Bitte, Baby –                                                                   | DE30 (8 Wo.)DE | — | — |                                              |

Weitere Singles
- 1960: Face of an Angel
- 1962: Everytime (I Think About You)
- 1962: Wing-Ding
- 1962: I Lost My Baby
- 1962: Mashed Potatoes
- 1967: Put Your Heart in It

## Sonstiges
Peppermint Twist wurde 1974 auf dem Album Sweet Fanny Adams von der Gruppe The Sweet gecovert.